# Сант'Андреа (Парма)
Сант'Андреа је насеље у Италији у округу Парма, региону Емилија-Ромања.
Према процени из 2011. у насељу је живело 402 становника. Насеље се налази на надморској висини од 32 м.